# Ga Sa Huỳnh
Ga Sa Huỳnh là một nhà ga xe lửa tại phường Phổ Thạnh, thị xã Đức Phổ, tỉnh Quảng Ngãi. Nhà ga là một điểm trên tuyến đường sắt Bắc Nam tiếp nối sau ga Thủy Thạch với ga Tam Quan (tỉnh Bình Định). Lý trình ga: Km 990 + 820.